# Xunqueiras (Arzúa)
Xunqueiras (en gallego y oficialmente, A Xunqueira) es un despoblado situado en la parroquia de Marojo, del municipio de Arzúa, en la provincia de La Coruña, España.

## Demografía
| Gráfica de evolución demográfica de Xunqueiras entre 2000 y 2018 |
|                                                                  |
| Población de derecho según el padrón municipal del INE           |